# USS Bebas (DE-10)
USS Bebas (BDE-10/DE-10) là một tàu hộ tống khu trục lớp Evarts được Hải quân Hoa Kỳ chế tạo trong Chiến tranh Thế giới thứ hai. Nó là chiếc tàu chiến duy nhất của Hải quân Mỹ được đặt theo tên Thiếu úy Hải quân Gus George Bebas (1914 –1942), phi công Hải quân từng được tặng thưởng Huân chương Chữ thập Bay Dũng cảm và đã tử nạn trong một cuộc thực tập huấn luyện tại Hawaii.
Nó đã phục vụ cho đến khi chiến tranh kết thúc, xuất biên chế vào ngày 18 tháng 10 năm 1945 và xóa đăng bạ vào ngày 1 tháng 11 năm 1945. Con tàu bị bán để tháo dỡ vào tháng 1 năm 1947. Bebas  được tặng thưởng ba Ngôi sao Chiến trận do thành tích phục vụ trong Thế Chiến II.

## Thiết kế và chế tạo
Những chiếc thuộc lớp tàu khu trục Evarts có chiều dài chung 289 ft 5 in (88,21 m), mạn tàu rộng 35 ft 1 in (10,69 m) và độ sâu mớn nước khi đầy tải là 8 ft 3 in (2,51 m). Chúng có trọng lượng choán nước tiêu chuẩn 1.140 tấn Anh (1.160 t); và lên đến 1.430 tấn Anh (1.450 t) khi đầy tải. Hệ thống động lực bao gồm bốn động cơ diesel General Motors Kiểu 16-278A nối với bốn máy phát điện để vận hành hai trục chân vịt; công suất 6.000 hp (4.500 kW) cho phép đạt được tốc độ tối đa 21 kn (24 mph; 39 km/h), và có dự trữ hành trình 4.150 nmi (4.780 mi; 7.690 km) khi di chuyển ở vận tốc đường trường 12 kn (14 mph; 22 km/h).
Vũ khí trang bị bao gồm ba pháo 3 in (76 mm)/50 cal trên tháp pháo nòng đơn có thể đối hạm hoặc phòng không, một khẩu đội 1,1 inch/75 caliber bốn nòng và chín pháo phòng không Oerlikon 20 mm. Vũ khí chống ngầm bao gồm một dàn súng cối chống tàu ngầm Hedgehog Mk. 10 (có 24 nòng và mang theo 144 quả đạn); hai đường ray Mk. 9 và tám máy phóng K3 Mk. 6 để thả mìn sâu.
Nguyên được dự định chuyển giao cho Hải quân Hoàng gia Anh, Bebas được đặt lườn như là chiếc BDE-10 tại Xưởng hải quân Boston ở Boston, Massachusetts vào ngày 27 tháng 11 năm 1942 và được hạ thủy vào ngày 9 tháng 1 năm 1943. Tuy nhiên kế hoạch chuyển giao bị hủy bỏ, và con tàu được chuyển cho Hải quân Hoa Kỳ vào ngày 25 tháng 1 năm 1943; nó được đặt tên theo Thiếu úy Bebas vào ngày 19 tháng 2 năm 1943 và mang ký hiệu lườn DE-10. Con tàu được đỡ đầu bởi bà Angeline M. Bebas, mẹ Thiếu úy Bebas trong một buổi lễ đặc biệt, và nhập biên chế vào ngày 15 tháng 5 năm 1943 dưới quyền chỉ huy của Hạm trưởng, Thiếu tá Hải quân George B. Gilbertson.

## Lịch sử hoạt động
Bebas đi đến ngoài khơi Bermuda vào ngày 17 tháng 6, 1943 để tiến hành chạy thử máy, rồi quay trở về Xưởng hải quân New York để sửa chữa từ ngày 24 đến ngày 29 tháng 6. Nó quay trở lại khu vực Bermuda để tiếp tục việc chạy thử máy bị gián đoạn, hoàn tất công việc vào tháng 7, và trong những tuần lễ tiếp theo đã phục vụ hộ tống ven biển và tuần tra tại khu vực vịnh Casco tại Maine, Boston, New York và Norfolk, Virginia.
Cùng với ba tàu hộ tống khu trục khác, Bebas khởi hành từ Hampton Roads vào ngày 24 tháng 8, 1943 để đi sang khu vực Thái Bình Dương. Băng qua kênh đào Panama vào ngày 1 tháng 9, nó tiếp tục hành trình ngang qua Galapagos và quần đảo Society để đến Espiritu Santo thuộc New Hebrides. Nó hoạt động từ cảng này trong tháng 10 và tháng 11, tuần tra và hộ tống các đoàn tàu vận tải đi đến Noumea, New Caledonia và Guadalcanal tại quần đảo Solomon. Trong một cuộc không kích của đối phương ngoài khơi Guadalcanal vào đêm 11 tháng 10, nó đã nỗ lực cứu vớt chiếc tàu Liberty SS John H. Couch, đã bốc cháy sau khi trúng ngư lôi thả từ máy bay ném bom-ngư lôi Nhật Bản.
Đang hoạt động tuần tra ngoài khơi Lunga Point và Koli Point, Guadalcanal, Bebas chuyển sang báo động tác chiến lúc 01 giờ 49 phút để điều tra một vụ cháy nổ trên biển, và xác định đám cháy xuất phát từ John H. Couch đang mắc cạn trên bờ biển. Bebas tiếp cận gần hơn, và đến 06 giờ 00 bắt đầu gửi một đội chữa cháy và cứu hộ sang chiếc tàu Liberty để tìm cách dập lửa đang hoành hành tại các khoang hàng số 2 và 3. Tuy nhiên đám cháy không thể kiểm soát, nên sau khi cứu toàn bộ những người còn sống sót, nó lùi ra xa và nả pháo vào khoang hàng số 2 để dập lửa hoặc đánh đắm chiếc tàu chở hàng.
Bebas sau đó chuyển sang nhiệm vụ chống tàu ngầm và hộ tống vận tải tại chỗ dưới quyền Tư lệnh Đồn trú đảo Fiji, và làm nhiệm vụ này cho đến tháng 1, 1944. Nó lại được điều sang vai trò hoạt động hộ tống vận tải và tuần tra tại các khu vực Solomon, New Hebrides và New Caledonia. Đến tháng 4, nó quay trở về Hoa Kỳ để được đại tu tại Xưởng hải quân Hunters Point, Vallejo, California. Sau khi hoàn tất, nó lên đường vào ngày 30 tháng 5, đi ngang qua Trân Châu Cảng để hướng đến quần đảo Marshall, và đi đến Eniwetok vào ngày 27 tháng 6. Con tàu làm nhiệm vụ hộ tống cho việc đi lại giữa Trân Châu Cảng và khu vực Marshalls cho đến cuối tháng 7, rồi gia nhập một đội đặc nhiệm tìm-diệt tàu ngầm được hình thành chung quanh tàu sân bay hộ tống Hoggatt Bay (CVE-75). Đơn vị này đã hỗ trợ cho chiến dịch chiếm đóng khu vực phía Tây quần đảo Caroline cũng như trong chiến dịch tái chiếm Philippines tại vịnh Leyte.
Sau khi hoạt động bảo vệ và hộ tống phục vụ cho các chiến dịch tại Palau và Ulithi vào cuối tháng 10, Bebas được sửa chữa tại Espiritu Santo trước khi tiếp nối nhiệm vụ hộ tống tàu bè đi lại giữa Palau, Ulithi và Eniwetok trong ba tháng đầu năm 1945. Nó khởi hành từ Eniwetok vào ngày 2 tháng 2 để hộ tống các tàu chở dầu USS Cossatot (AO-77) và SS Egg Harbor trong hành trình đi Ulithi. Trong đêm thứ hai của chuyến đi, họ gặp gỡ một đoàn tàu vận tải khác, nhưng rồi lại hiện ra một tín hiệu đáng nghi ngờ trên màn hình radar, băng ngang chen giữa lộ trình của hai đoàn tàu vận tải.
Được phép của chỉ huy đoàn tàu vận tải, Bebas truy lùng mục tiêu và chuyển sang báo động tác chiến. Mục tiêu biến mất trên màn hình radar nhưng lại dò thấy tín hiệu trên hệ thống sonar, dấu hiệu rõ ràng của một tàu ngầm đối phương. Con tàu giảm tốc độ và bắt đầu tấn công mục tiêu bằng các loạt súng cối chống tàu ngầm Hedgehog. Đợt thứ nhất không có kết quả, nhưng sau loạt súng cối thứ hai ghi nhận được một vụ nổ lớn dưới nước cùng hai tiếng nổ nhỏ tiếp theo, đợt tấn công bằng Hedgehog thứ ba cũng không mang lại kết quả. Một giờ sau đó, những mảnh gỗ với kích thước 2–10 ft (0,61–3,05 m) được tìm thấy gần địa điểm tấn công, và chiếc tàu khu trục tiếp tục cuộc truy lùng suốt đêm.
Sáng hôm sau, có thêm bốn tàu hộ tống khu trục cùng tham gia trận chiến với Bebas, và được hỗ trợ thêm bởi một thủy phi cơ Martin PBM Mariner tuần tra xuất phát từ Eniwetok. Từ 08 giờ 00 đến 15 giờ 25 phút, họ đã lùng sục trên một khu vực rộng 600 dặm vuông Anh (1.600 km2) trên đại dương, và sau đó chiếc PBM dẫn đường họ đến một vệt dầu loang đậm đặc cách vị trí tấn công bằng Hedgehog đêm trước khoảng 4 mi (6,4 km). Bebas lấy mẫu của vệt dầu: một hỗn hợp đậm đặc dầu bôi trơn và dầu ma-zút, đồng thời cũng thu được một mảnh gỗ. Xế chiều hôm đó bốn chiếc tàu hộ tống khu trục kia tách khỏi cuộc tìm kiếm để quay lại nhiệm vụ hộ tống, nhưng có tàu quét mìn USS Bond (AM-152) tham gia cùng Bebas tiếp tục cuộc truy tìm. Các nỗ lực sau đó không mang lại kết quả, và việc tìm kiếm kết thúc vào giữa trưa ngày 6 tháng 2. Tài liệu tra cứu sau chiến tranh không ghi nhận chiếc tàu ngầm Nhật nào bị mất trong ngày hôm đó, nên tung tích về mục tiêu mà Bebas tấn công tiếp tục là một bí ẩn.
Sau đó Bebas tham gia phục vụ trong Trận Okinawa, hộ tống các tàu vận tải và tuần tra chống tàu ngầm chung quanh các bãi đổ bộ. Vào ngày 12 tháng 5, nó đã cứu vớt Đại úy phi công Thủy quân Lục chiến Robert R. Klingman thuộc Liên đội VMF-312, sau khi chiếc F4U Corsair của anh gặp trục trặc hệ thống thủy lực. Cùng trong ngày hôm đó, đang khi chứng kiến máy bay tự sát Kamikaze đang tấn công thiết giáp hạm New Mexico (BB-40), pháo phòng không Oerlikon 20 mm của Bebas đã bắn trúng một chiếc Nakajima Ki-43 "Oscar" trước khi nó đâm trúng chiếc thiết giáp hạm. Sau đó nó hộ tống cho các đội tiếp nhiên liệu phục vụ cho lực lượng đặc nhiệm tàu sân bay, tiến hành các đợt không kích liên tục xuống các đảo chính quốc Nhật Bản trong tháng 7, rồi quay về quần đảo Hawaii để sửa chữa và cải biến.
Bebas đi đến Trân Châu Cảng vào ngày 3 tháng 8, và vẫn đang được sửa chữa khi Nhật Bản chấp nhận đầu hàng vào ngày 15 tháng 8 kết thúc cuộc chiến tranh. Con tàu rời Oahu vào ngày 4 tháng 9 để quay trở về vùng bờ Tây, về đến San Francisco, California vào ngày 9 tháng 9. Nó được chuyển đến San Pedro, California và được cho xuất biến chế tại đây vào ngày 18 tháng 10, 1945, rồi được rút tên khỏi danh sách Đăng bạ Hải quân vào ngày 1 tháng 11, 1945. Con tàu được bán cho hãng Pacific Bridge Co. tại San Francisco vào tháng 1, 1947 để tháo dỡ.

## Phần thưởng[2]
|  |                                         |  |
|  | Bronze star · Bronze star · Bronze star |  |

| Dãi băng Hoạt động Tác chiến (truy tặng) |                                                                         |                                                                         |                                      |
| Huân chương Chiến dịch Hoa Kỳ            | Huân chương Chiến dịch Châu Á-Thái Bình Dương với 3 Ngôi sao Chiến trận | Huân chương Chiến dịch Châu Á-Thái Bình Dương với 3 Ngôi sao Chiến trận | Huân chương Chiến thắng Thế Chiến II |